# Итон (Џорџија)
Итон (енгл. Eton) град је у америчкој савезној држави Џорџија. По попису становништва из 2010. у њему је живело 910 становника.

## Демографија
Према попису становништва из 2010. у граду је живело 910 становника, што је 591 (185,3%) становника више него 2000. године.
| Група             | 2000.       | 2010.       |
| Белци             | 282 (88,4%) | 562 (61,8%) |
| Афроамериканци    | 0 (0,0%)    | 15 (1,6%)   |
| Азијати           | 1 (0,3%)    | 5 (0,5%)    |
| Хиспаноамериканци | 36 (11,3%)  | 324 (35,6%) |
| Укупно            | 319         | 910         |